# Arachnoidea prenanti
Arachnoidea prenanti är en mossdjursart som beskrevs av d’Hondt 1975. Arachnoidea prenanti ingår i släktet Arachnoidea och familjen Arachnidiidae. Inga underarter finns listade i Catalogue of Life.